# Rivaldo
Rivaldo Vítor Borba Ferreira (født 19. april 1972 i Recife, Pernambuco, Brasilien), bedre kendt som Rivaldo. I 1990'erne og starten af 2000'erne var Rivaldo anset som en af verdens bedste fodboldspillere. Han blev kåret til verdens bedste fodboldspiller i 1999.
Rivaldo startede sin karriere i Santa Cruz men skiftede efter kun en enkelt sæson til Mo Gi Mirim, men igen kun for en enkelt sæson. Næste punkt i karrieren var der brasilianske topklubber Corinthians og SE Palmeiras. Han skiftede nu til Deportivo La Coruna, inden han skiftede til FC Barcelona, hvor han havde sin storhedstid. Med Barcelona blev Rivaldo spansk mester i 1998 og 1999 og vandt også den spanske pokalturnering Copa del Rey i 1998 samt UEFA Super Cup. Efter 157 kampe og 86 mål for Barcelona skiftede Rivaldo i 2002 til AC Milan, hvor han i 2003 vandt den italienske pokalturnering Coppa Italia, UEFA Champions League og UEFA Super Cup.
Efter tiden i AC Milan skiftede Rivaldo til de græske klubber Olympiakos og AEK Athen, derefter i FC Bunyodkor i Uzbekistan, hvor efter han vendte tilbage til Brasilien, hvor han spillede for Sao Paulo.
I perioden mellem 1993 og 2003 opnåede Rivaldo 74 kampe for det brasilianske landshold, hvor han scorede 35 mål. Han var en af de bærende kræfter på det brasilianske landshold, der vandt VM i 2002.